# Định Biên, Du Lâm
Định Biên (chữ Hán phồn thể:定邊縣, chữ Hán giản thể: 定边县, âm Hán Việt: Định Biên huyện) là một huyện thuộc địa cấp thị Du Lâm, tỉnh Thiểm Tây, Cộng hòa Nhân dân Trung Hoa. Huyện này có diện tích 6920 ki-lô-mét vuông, dân số năm 2002 là 300.000 người. Mã số bưu chính là, huyện lỵ đóng tại. Về mặt hành chính, huyện được chia thành 11 trấn, 14 hương.
- Trấn: Định Biên, Hạ Quyển, Hồng Liễu Câu, Chuyên Tỉnh, Bạch Nê Tỉnh, An Biên, Đôi Tử, Bạch Loan Tử, Cơ 塬, Dương Tỉnh, Tân An Biên.
- Hương: Diêm Trường Bảo, Chu Đài Tử, Thạch Động Câu, Hách Than, Du Phòng Trang, Kỷ Bạn, Vương Bàn Sơn, Phùng Địa Khanh, Vũ 峁 Tử, Hoàng Loan, Học Trang, Trương 崾 Tiên.